# Peponidium tsaratananense
Peponidium tsaratananense är en måreväxtart som beskrevs av Arenes. Peponidium tsaratananense ingår i släktet Peponidium och familjen måreväxter.
Artens utbredningsområde är Madagaskar.

## Underarter
Arten delas in i följande underarter:
- P. t. ankahitra
- P. t. tsaratananense